# آپریل کپنر
آوریل کپنر (به انگلیسی: April Kepner) از شخصیت‌های اصلی سریال آناتومی گری است و سارا درو این نقش را ایفا کرده‌است.